# Abietinella abietina
Abietinella abietina, jedna od dvije vrste pravih mahovina u rodu Abietinella, porodica Thuidiaceae. Prvi puta opisao ju je 1801. Johann Hedwig kao Hypnum abietinum.
Vrsta je raširena po Euroaziji i Sjevernoj Americi.

## Sinonimi
- Hypnum abietinum Hedw., bazionim
- Leskea abietina (Hedw.) Mitt.
- **Stereodon abietinus (Hedw.) Brid., ime nije validno
- Thuidium abietinum (Hedw.) Schimp.

## Vanjske poveznice
- Flora of North America